# Špýchar (Rozumice)
Špýchar Rozumice, polsky Spichlerz Rozumice, se nachází u silnice ve vesnici Rozumice, nedaleko od česko-polské státní hranice, v gmině Ketř v okrese Hlubčice v Opavské pahorkatině v Opolském vojvodství v jižním Polsku. Místo je přístupné jen po domluvě.

## Další informace
Špýchar Rozumice je historicky cenná patrová dřevěná roubená stavba s výraznou hliněnou omítkou. Jako doklad lidové vesnické architektury Slezska je památkově chráněn. Patří mezi poslední dva dochované špýchary v okrese Hlubčice, avšak podobné špýchary lze nalézt také v Českém Slezsku či jiných okresech polského slezska. Budova je poškozená a pochází z 18. nebo 19. století. V roce 2008 byla provedena oprava střechy.

## Galerie

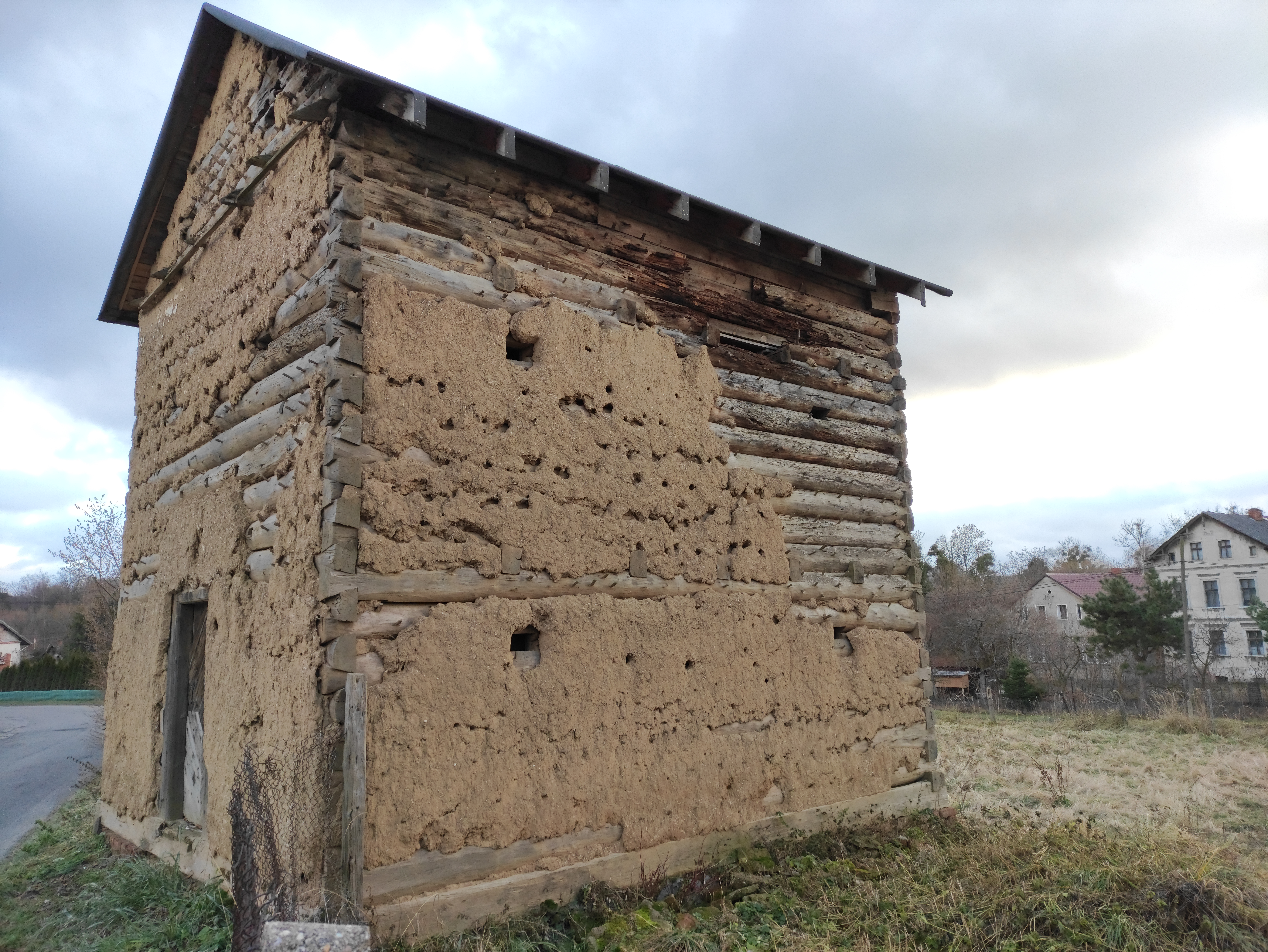
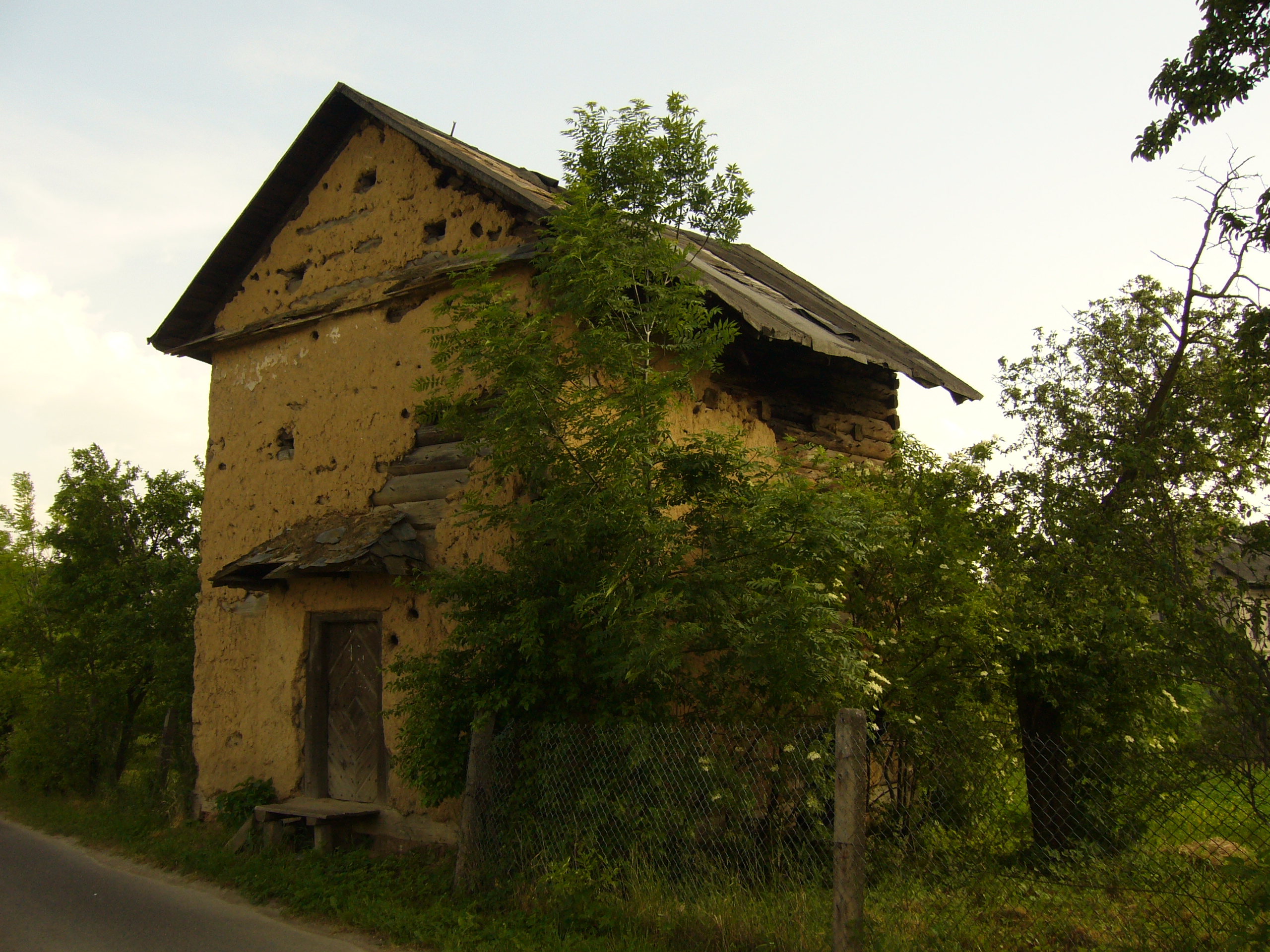
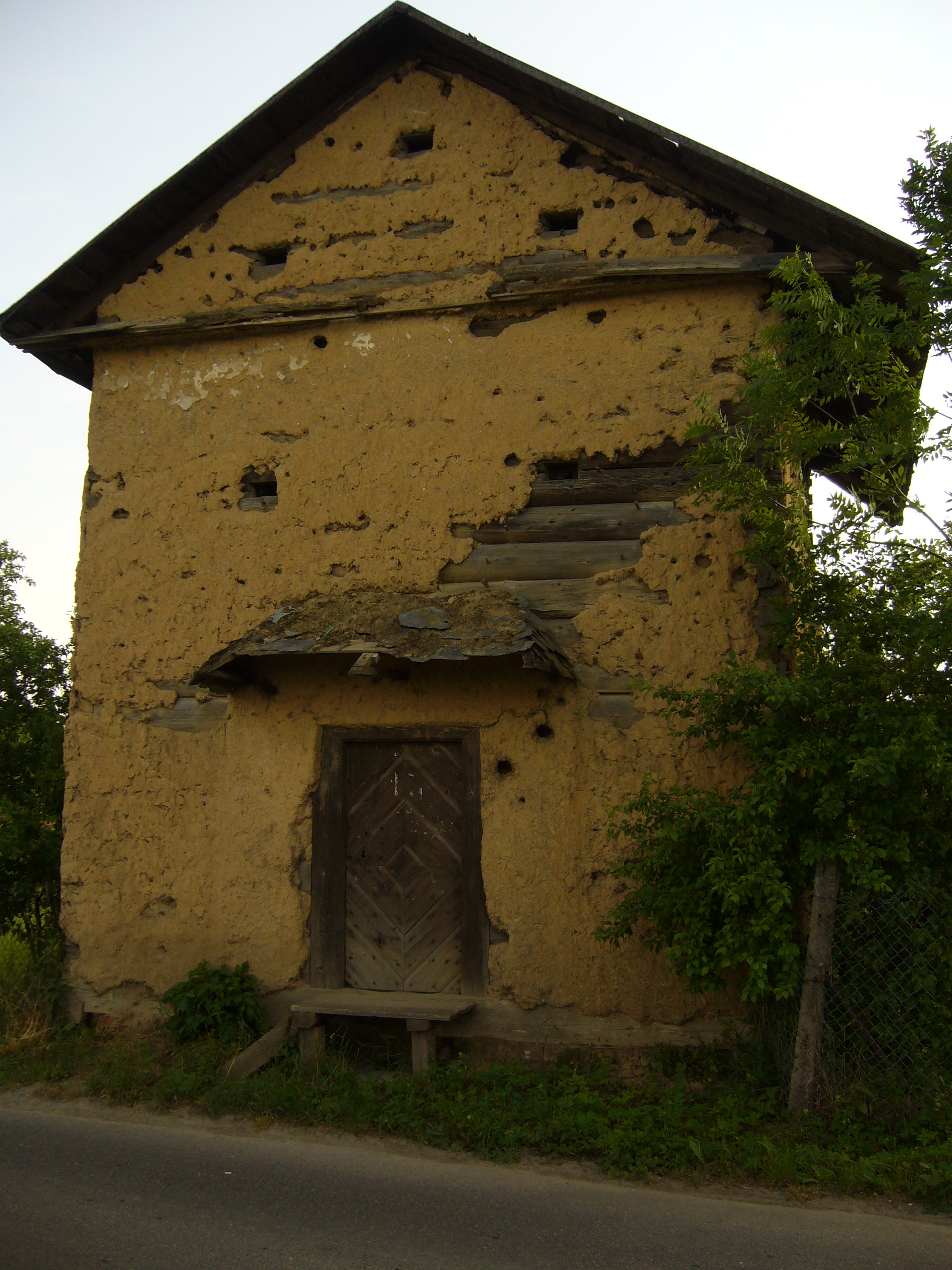
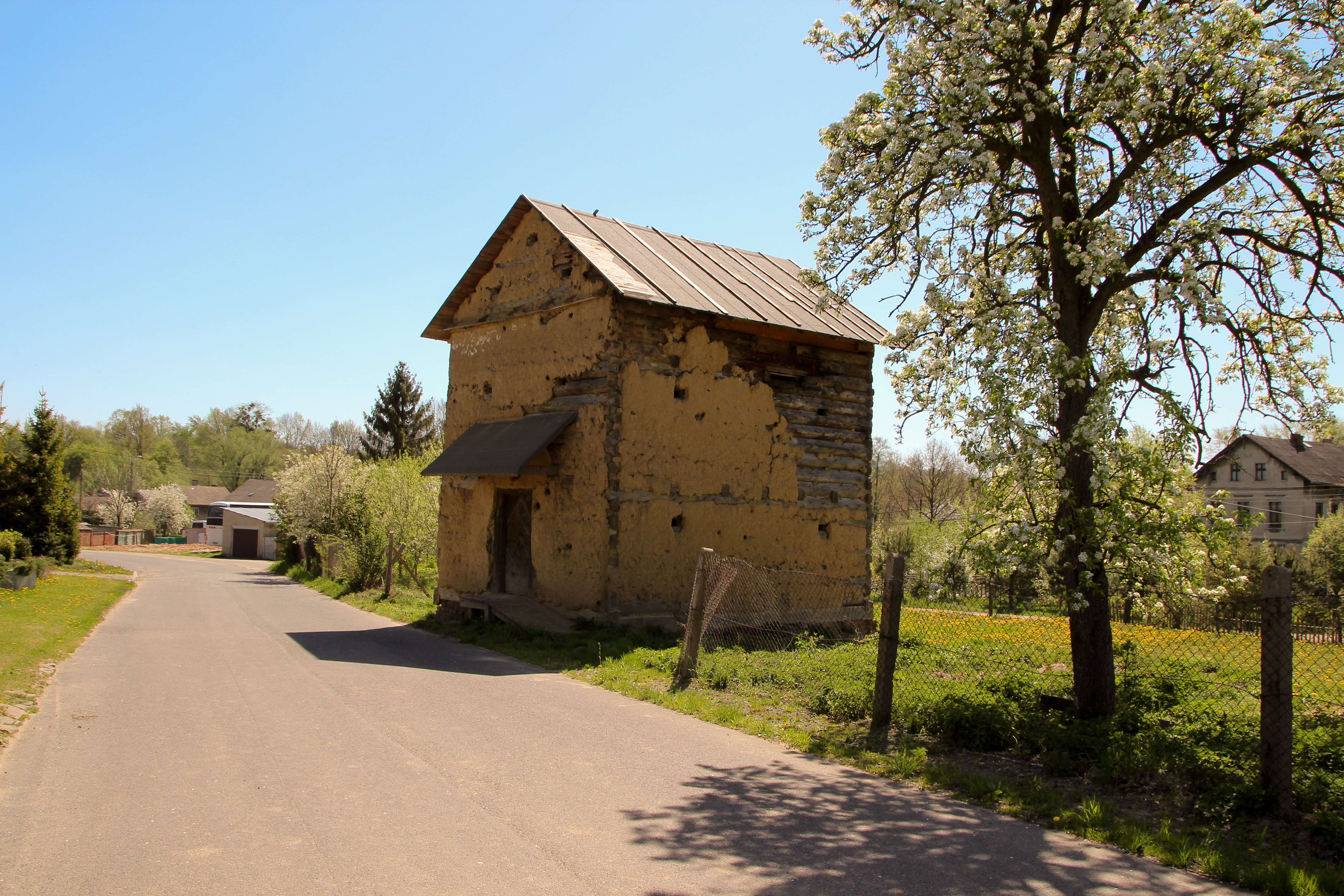